# Блейн (округ, Небраска)
Блейн (англ. Blaine County) — округ в штате Небраска (США). По данным переписи 2010 года число жителей округа составляло 478 человек. Окружной центр — город Брустер. В системе автомобильных номеров Небраски округ Блейн имеет префикс 86. Округ был сформирован в 1885 году и организован в 1886 году. Он был назван в честь кандидата в президенты США Джеймса Блейна. Блейн шестой наименее населённый округ в США.

## География
Округ Блейн расположен в центре штата Небраска. Он граничит с округами Браун и Черри на севере, Томас — на западе, Кастер и Логан — на юге, и Луп — на востоке. Площадь округа — 1849 км², из которых 1840 км² — суша, а 9,3 км² — вода.

### Транспорт
Через округ проходят:
- Дорога 2 штата Небраска[англ.].
- Дорога 7 штата Небраска[англ.].
- Дорога 91 штата Небраска[англ.].

## История
Территория округа была сначала заселена скотоводами, которые затем организовали населённые пункты. Границы Блейна были определены законом легислатуры Небраски 5 марта 1885 года, а сам округ организован в 1886 году. После принятия закона Кинкейда в 1904 году (позволял приобретать свободные земли без налога), округ начал активно заселятся. Между 1904 и 1910 годами были открыты несколько почтовых офисов. Первая встреча Совета округа произошла 24 июня 1886 года в Брустере.
Город Брустер был создан в 1884 году. Первое здание было разрушено в пожаре 1907 года, в 1908 году было построено новое. Брустер был инкорпорирован в 1947 году. С населением в 70 человек Брустер является самым малонаселённым окружным центром в Небраске. В январе 1888 года было решено построить здание окружного суда..

## Население
В 2010 году на территории округа проживало 478 человек (из них 51,7 % мужчин и 48,3 % женщин), насчитывалось 196 домашних хозяйств и 149 семей. Расовый состав: белые — 99,2 %, афроамериканцы — 0,2 % и представители двух и более рас — 0,6 %.
Население округа по возрастному диапазону по данным переписи 2010 года распределилось следующим образом: 24,5 % — жители младше 18 лет, 1,9 % — между 18 и 21 годами, 53,7 % — от 21 до 65 лет и 19,9 % — в возрасте 65 лет и старше. Средний возраст населения — 46,1 лет. На каждые 100 женщин в Блейне приходилось 106,9 мужчин, при этом на 100 совершеннолетних женщин приходилось уже 104,0 мужчин сопоставимого возраста.
Из 196 домашних хозяйств 76,0 % представляли собой семьи: 69,9 % совместно проживающих супружеских пар (28,6 % с детьми младше 18 лет); 2,0 % — женщины, проживающие без мужей и 4,1 % — мужчины, проживающие без жён. 24,0 % не имели семьи. В среднем домашнее хозяйство ведут 2,44 человека, а средний размер семьи — 2,81 человека. В одиночестве проживали 21,9 % населения, 9,2 % составляли одинокие пожилые люди (старше 65 лет).

### Населённые пункты
Согласно данным 2010 года в округе Блейн 3 деревни (Брустер, Даннинг и Халси).

## Экономика
В 2014 году из 430 трудоспособных жителей старше 16 лет имели работу 287 человек. При этом мужчины имели медианный доход в 32361 долларов США в год против 29464 долларов среднегодового дохода у женщин. В 2014 году медианный доход на семью оценивался в 51 477 $, на домашнее хозяйство — в 48 875 $. Доход на душу населения — 25 112 $. 17,2 % от всего числа семей в Блейне и 19,2 % от всей численности населения находилось на момент переписи за чертой бедности.